# Ye Katama Hod
Ye Katama Hod (sottotitolato The Belly of the City) è il quarto album in studio della cantante italo-somala Saba Anglana, pubblicato nel 2015.

## Tracce
1. Gabriel – 4:14
2. Tariken – 4:51
3. Zarraf – 3:21
4. Markaan Yara – 3:24
5. Abebech – 5:21
6. Orod – 2:50
7. Ma Celin Karo – 3:27
8. Tizita – 5:14
9. Roob – 4:00